# ルドルフ・ハルビッヒ
ルドルフ・ハルビッヒ（Rudolf ("Rudi") Harbig、1913年11月8日 - 1944年3月5日）は、ドイツの陸上競技選手。1936年ベルリンオリンピックの銅メダリストである。ドレスデン出身。

## 経歴
ハルビッヒは、戦前に活躍したドイツの中距離を得意としたランナーで、1936年ベルリンオリンピックでは4×400mリレーに、ヘルムート・ハマン、フリードリッヒ・フォン・ストゥルプナーゲル、ハリー・フォイクトとともに出場し、3分11秒8で、イギリス、アメリカに次いで銅メダルを獲得。
1938年には、ヨーロッパ選手権に出場。800mと4×400mの2種目で金メダルを獲得した。戦争の影が忍び寄る中、1939年6月15日には、800mで1分46秒6の世界新記録を樹立。さらに、同年8月12日には、400mでも46秒0の世界新記録を樹立。男子の400m、800mの両種目で同時に世界記録を保持したのは現在に至るまでハルビッヒただ一人である。1941年には、1000mでも2分21秒5の世界新記録を樹立した。
ハルビッヒは、第二次世界大戦では独ソ戦に参加。1944年3月5日にウクライナのキロヴォフラード近郊で戦死した。彼の死後、戦争で激しく荒廃したドレスデンに新しく建てられたスタジアムは彼の名をとって、ルドルフ・ハルビッヒ・シュタディオンと名づけられた。また彼の名を冠した建物、通りの名はドイツ各地に数多く存在している。